# Debian社会契約
Debian社会契約（デビアンしゃかいけいやく）とは、Debianプロジェクトの道徳的な義務を述べた文書である。この社会契約で概説されていることは、Debianフリーソフトウェアガイドラインで表明されている規則の基本的な原理となっている。このガイドラインはオープンソースの定義の元となっている。
ユーザはコンピュータのオペレーティングシステムを選択する際に、コンピュータの支配をオペレーティングシステムにいけにえとして捧げることになる。Debianでは、ユーザがコンピュータの支配をゆだねる時に、自由ソフトウェアのオペレーティングシステムの作者は、ある保証を与えるべきであると信じられている。その保証の中には以下の項目が含まれている。
- オペレーティングシステムがオープンでフリーであり続けることを保証する。
- オペレーティングシステムを可能にしているコミュニティに改良点を返還する。
- ソフトウェアや組織の問題を隠蔽しない。
- ユーザとソフトウェアに注目し続ける。
- フリーではないソフトウェアであっても、ソフトウェアを実世界の問題のために使うことができるようにする。

## 内容
Debian社会契約は、5つの部分に分かれている。
1. Debian は 100% フリーソフトウェアであり続けます
2. 私たちはフリーソフトウェアコミュニティにお返しをします
3. 私たちは問題を隠しません
4. 私たちはユーザとフリーソフトウェアを大切にします
5. 私たちのフリーソフトウェア基準に合致しない著作物について